# Светско образование
Свѐтското образова̀ние е система за обществено образование в страни със светско правителство или разделение между религия и държава.
Името „светско“ указва, че знанието в системата се преподава не от богочовешката институция на Църквата, а от „света“, т.е. от човешка институция. То указва още, че преподаваното знание е за света. В този смисъл светското образование не е безрелигиозно или атеистично образование, а образование за света, предоставяно от държавна или обществена институция.
Пъровото българско светско училище е основано в гр. Габрово от Васил Априлов, а пръв учител в новото училище е бил монахът Неофит от Рилския манастир. Освен предметът верою (вероучение) в програмата е имало още четене на книжовен български език, писане (калиграфия), артиметика. По-късно към тях се прибавят и предметите география, история, естествознание.
В периода след Октомврийската революция и най-вече след Втората световна война, в страните с комунистическо управление на понятието „светско образование“ пропагандно започва да се придава друг смисъл: на образование, в което трябва да отсъства каквато и да било информация за вярата или религията, а където не може – тя да бъде обработена така, че да представи вярата за безумие. В резултат в страните от източния (комунистически) блок, истината за света от светското образование бива подменена с пропагандно поднесена информация.. Успоредно с това изповядването на вярата, четенето и разпространяването на религиозна литература или носенето на религиозни символи става забранено и се преследва по най-жесток начин.
Подобна крайност в страните от Западна Европа няма, но някои държави също възприемат политически курс към дехристиянизиране на образованието и държавното управление (т.нар. секуларизация). Пример за подобна „светска образователна система“ е френската обществена образователна система, където са забранени видими религиозни символи в училищата. Тази политика се основава на погрешното твърдение, че показването на какъвто и да било религиозен символ в държавна институция представлява нарушение на разделението на Църквата и държавата, но най-вече че е вид дискриминация срещу атеистични, агностични и нерелигиозни хора. Идеите на секуларизма реално довеждат до въвеждането на такива мерки, които насърчават атеизъм, т.е. на вярата, че няма Бог.